# Première Division 2024-2025 (Gibuti)
La Première Division 2024-2025, anche nota come Djibouti Premier League 2024-2025, è stata la trentasettesima edizione del massimo campionato di calcio di Gibuti. La stagione è iniziata il 21 novembre 2024 ed è terminata il 1° giugno 2025. L'Arta/Solar7 era la squadra campione in carica, avendo vinto il suo settimo titolo nazionale nell'edizione 2023-2024. 
La competizione è stata vinta dal Djibouti Telecom, per l'ottava volta nella sua storia. 

## Stagione

### Novità
Al termine della stagione precedente sono stati retrocessi Hayableh e CDC Q7, ultimi due classificati del campionato. Al loro posto dalla Deuxième Division sono stati promossi Arta e Q5/Nourie Transit, prime due classificate del campionato.

### Formula
Le 10 squadre partecipanti giocano un girone all'italiana con partite di andata e ritorno, per un totale di 18 giornate. Alla fine del campionato, la squadra prima in classifica è campione di Gibuti e si qualifica per la CAF Champions League 2025-2026, mentre le ultime due classificate vengono retrocesse in Deuxième Division.

## Squadre partecipanti
| Squadra                   | Città      | Stagione precedente           |
| ------------------------- | ---------- | ----------------------------- |
| Arta                      | Arta       | Deuxième Division             |
| Arta/Solar7               | Arta       | Campione di Gibuti            |
| Dikhil                    | Gibuti     | 4° in Djibouti Premier League |
| Djibouti Telecom          | Ali Sabieh | 2° in Djibouti Premier League |
| Garde-Cotes               | Gibuti     | 7° in Djibouti Premier League |
| Gendarmerie Nationale     | Gibuti     | 6° in Djibouti Premier League |
| GR/SIAF                   | Gibuti     | 8° in Djibouti Premier League |
| Port                      | Gibuti     | 3° in Djibouti Premier League |
| Q5/Nourie Transit         | Gibuti     | Deuxième Division             |
| SDC Group/Hôpital Balbala | Gibuti     | 5° in Djibouti Premier League |

## Classifica
|                   | Pos. | Squadra                   | Pt | G  | V  | N | P  | GF | GS | DR  |
| ----------------- | ---- | ------------------------- | -- | -- | -- | - | -- | -- | -- | --- |
| Gibuti (bandiera) | 1.   | Djibouti Telecom          | 40 | 18 | 12 | 4 | 2  | 44 | 17 | +27 |
|                   | 2.   | Garde-Cotes (-3)          | 32 | 18 | 10 | 5 | 3  | 27 | 12 | +15 |
|                   | 3.   | Arta                      | 31 | 18 | 9  | 4 | 5  | 27 | 17 | +10 |
|                   | 4.   | Dikhil                    | 29 | 18 | 8  | 5 | 5  | 27 | 19 | +8  |
|                   | 5.   | Port                      | 27 | 18 | 8  | 3 | 7  | 16 | 15 | +1  |
|                   | 6.   | Gendarmerie Nationale     | 26 | 18 | 6  | 8 | 4  | 21 | 19 | +2  |
|                   | 7.   | GR/SIAF                   | 23 | 18 | 6  | 5 | 7  | 15 | 18 | -3  |
|                   | 8.   | Arta/Solar7               | 13 | 18 | 2  | 7 | 9  | 21 | 31 | -10 |
|                   | 9.   | SDC Group/Hôpital Balbala | 10 | 18 | 2  | 4 | 12 | 16 | 42 | -26 |
|                   | 10.  | Q5/Nourie Transit         | 8  | 18 | 1  | 5 | 12 | 17 | 41 | -24 |

Legenda:
      Campione di Gibuti e ammessa alla CAF Champions League 2025-2026.
 Retrocessione diretta.